# Хилкрест Хајтс (Флорида)
Хилкрест Хајтс (енгл. Hillcrest Heights) град је у америчкој савезној држави Флорида. По попису становништва из 2010. у њему је живело 254 становника.

## Демографија
Према попису становништва из 2010. у граду је живело 254 становника, што је 12 (4,5%) становника мање него 2000. године.
| Група             | 2000.       | 2010.       |
| Белци             | 252 (94,7%) | 231 (90,9%) |
| Афроамериканци    | 5 (1,9%)    | 7 (2,8%)    |
| Азијати           | 2 (0,8%)    | 0 (0,0%)    |
| Хиспаноамериканци | 5 (1,9%)    | 15 (5,9%)   |
| Укупно            | 266         | 254         |